# Burgess Meredith
Oliver Burgess Meredith (16. listopadu 1907, Cleveland, Ohio, USA – 9. září 1997, Malibu, Kalifornie) byl americký filmový a divadelní herec a režisér. Byl aktivní více než šest desetiletí. Získal několik cen Emmy a jako první muž vyhrál cenu Saturn za nejlepší vedlejší roli. Má hvězdu na Hollywoodském chodníku slávy.

## Životopis
Vystudoval školu Hoosac v roce 1926 a pak navštěvoval školu Amherst College (1931). Během druhé světové války sloužil v armádě Spojených států, kde dosáhl hodnosti kapitána. Měřil 166 cm.
Zemřel ve svém domě v kalifornském Malibu na komplikace s Alzheimerovou chorobou.

## Filmografie

### Herec
- 1995 Dej si pohov, kámoši 2
- 1994 Všechno je dovoleno!
- 1993 Dej si pohov, kámoši
- 1992 Chaplinova skládanka
- 1991 Noc lovce
- 1990 Oddball Hall
- 1990 Rocky 5
- 1990 Stav milosti
- 1987 Mister Corbett's Ghost
- 1982 Rocky 3
- 1981 Pravdivé zpovědi
- 1981 Souboj Titánů
- 1980 Když se čas naplnil
- 1980 Konečný úkol
- 1979 Rocky 2
- 1978 Podlá hra
- 1976 Rocky
- 1975 92 stupňů ve stínu
- 1975 Příběh vzducholodi Hindenburg
- 1974 Den kobylek
- 1974 Zlaté jehly
- 1972 Beware! The Blob
- 1970 Byl jednou jeden lotr
- 1969 Mackennovo zlato
- 1969 Zabiják a děvka
- 1968 Stay Away, Joe
- 1966 Batman
- 1966 Madame X
- 1966 Vysoká hra pro pravou dámu
- 1965 Po zlém
- 1963 Kardinál
- 1962 Rada a souhlas
- 1949 The Man on the Eiffel Tower
- 1948 Vesele, jen vesele
- 1946 The Diary of a Chambermaid
- 1945 Příběh pěšáka
- 1941 Nejisté city
- 1940 Druhý refrén
- 1939 O myších a lidech
- 1936 Justiční vražda

### Režie
- 1949 The Man on the Eiffel Tower